# دنهل (سيجار)
دنهل (بالإنجليزية: Dunhill)‏ هي سجائر كانت تنتج في كوبا بواسطة Cubatabaco لألفريد دنهل في لندن من الفترة 1982 حتى 1991، بعدها في دول عديدة، والآن هي مملوكة بواسطة بريتيش أميريكان توباكو.

## التاريخ
في عام 1907 افتتح ألفريد دنهل متجرة الأول لبيع التبغ في شارع دوق، لندن. قبل الثورة الكوبية كان لدنهل العديد من الموزعين وإتفاقيات التسويق مع عدة مصانع سجائر كوبية، ببيع علامات تجارية حصرية وصعبة الوصول إليها كـDon Cándido ومن العديد من صانعي السجائر المشهورين كمونتكريستو(سيجار) وروميو واي جوليتا(سيجار). دنهل أصبح مشهوراً ببائع السجائر المفضل لذوق جورج السادس وونستون تشرشل. هنالك شائعة منتشرة تقول بأنه بعدما تعرض متجر دنهل لقصف لندن في شارع جيرمين موظفو دنهل إتصلو بونستون تشرشل في الساعة الرابعة صباحاً، ليؤكدوا له بأن مجموعته الخاصة من السجائر (والتي يتركها في حافظة للسجائر في المتجر) تم نقلها إلى بر الأمان.
بعد الثورة الكوبية، علاقة دنهل الفريدة مع بائعي التبغ الكوبيين ستستمر مع احتكار الحكومة الشيوعية للتبغ. أعطي دنهل الحق لـ3 علامات تجارية حصرية دون كانديدو ولا فلور ديل بونتو بالإضافة إلى العديد من احجام سيليكيون سبريما.
في عام 1967 قطاع التبغ في شركة ألفريد دنهل المحدودة بيع، وتحول لمنشأة مستقلة، في عام 1981 نقلت مخالط التبغ إلى موراي، بلفاست. في عام 2005 نقلت إلى أورلك، الدنمارك.

## معرض الصور

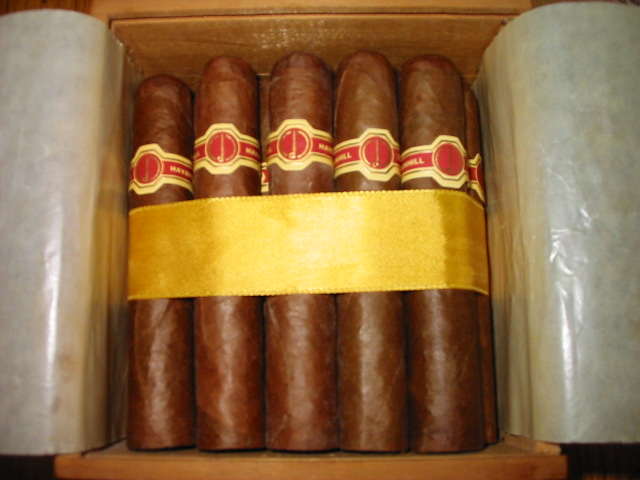
دنهل كابنتا
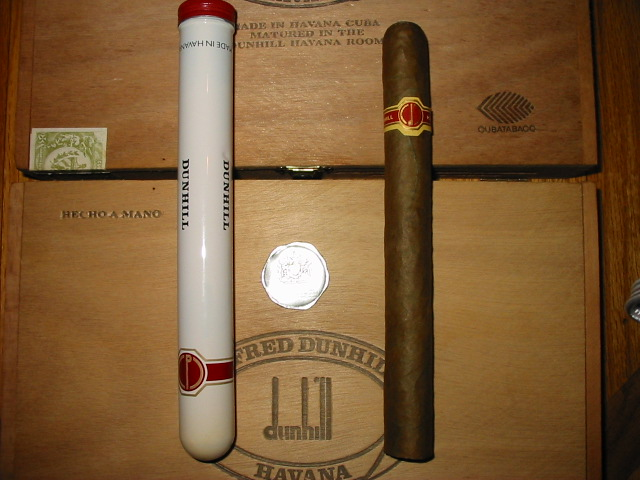
دنهل إستوبندوز
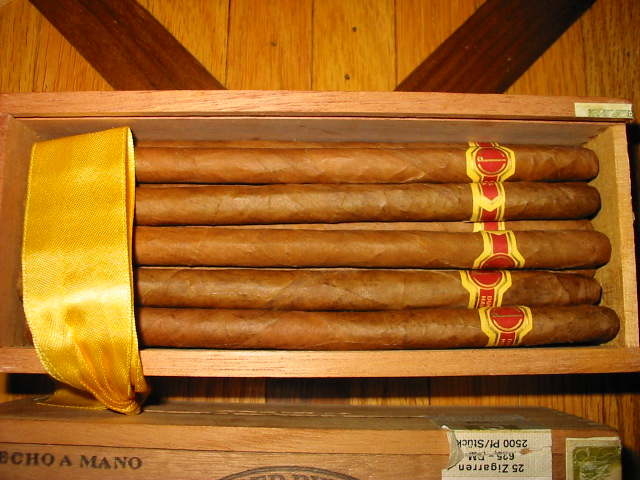
صندوق لخزنة سجائر دنهل أتادوس
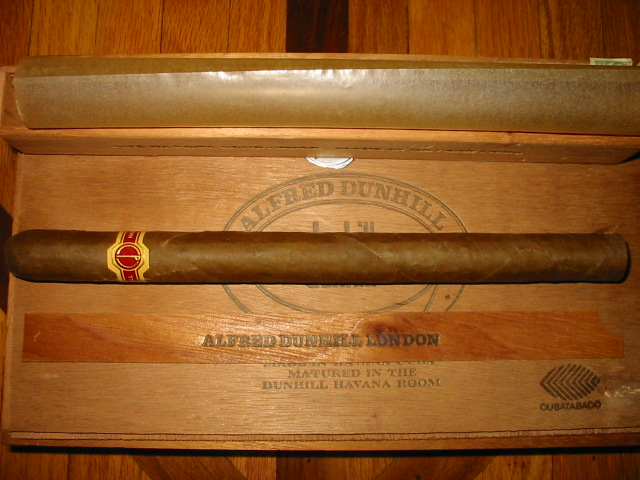
دنهل هافانا كلوب
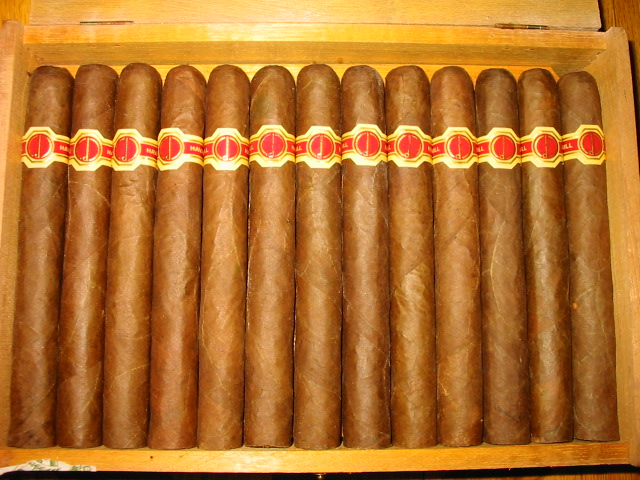
صندوق يحتوي على دنهل موجيتوس